# Louis Renault (jurista)
Louis Renault (Autun, Borgoña; 21 de mayo de 1843-Barbizon, Isla de Francia; 8 de febrero de 1918) fue un jurista francés, premio Nobel de la paz en 1907.

## Biografía
Fue un árbitro prominente; sus casos más famosos incluyen el Japanese House Tax (1905), el caso Casa Blanca (1909), el caso Sawarkar (1911), el caso Carthage (1913) y el caso Manouba (1913). 
Autor prolífico, entre sus escritos se encuentran artículos y monografías especializados en derecho internacional. Junto con su colega y amigo C. Lyon-Caen escribió varios textos de derecho mercantil, incluyendo un compendio en dos volúmenes, un tratado en ocho volúmenes y un manual del que se editaron muchas ediciones.
- Datos: Q230814
- Multimedia: Louis Renault (jurist) / Q230814